# تپه احمد شهبازی
تپه احمد شهبازی در شهرستان سرپل ذهاب، بخش مرکزی، دهستان دشت ذهاب، ۵۰۰ متری جنوب شرق روستای تایشه‌ای واقع شده و این اثر در تاریخ ۲۷ اسفند ۱۳۸۷ با شمارهٔ ثبت ۲۶۲۸۳ به‌عنوان یکی از آثار ملی ایران به ثبت رسیده است.